# Copa Mundial de Béisbol Sub-18 de 2017
La Copa Mundial de Béisbol Sub-18 de 2017 fue una competencia de béisbol internacional que se disputó en Thunder Bay, Canadá, del 1 al 10 de septiembre de 2017, organizada por la Confederación Mundial de Béisbol y Softbol.

## Participantes
Los siguientes 12 equipos calificaron para el torneo.
| Competición                                       | Sede           | Plazas | Clasificados                         |
| ------------------------------------------------- | -------------- | ------ | ------------------------------------ |
| País anfitrión                                    | Lausana        | 1      | Canadá                               |
| Campeonato Panamericano de Béisbol Sub-18 de 2016 | Aguascalientes | 4      | Estados Unidos Cuba México Nicaragua |
| Campeonato Asiático de Béisbol Sub-18 de 2016     | Taichung       | 3      | Japón Corea del Sur China Taipéi     |
| Campeonato Europeo de Béisbol Sub-18 de 2016      | Gijón          | 2      | Países Bajos Italia                  |
| Campeonato de Oceanía de Béisbol Sub-18 de 2016   | Sídney         | 1      | Australia                            |
| Ranking África                                    | Minna          | 1      | Sudáfrica                            |
| TOTAL                                             | TOTAL          | 12     | 12                                   |

## Emparejamiento
La distribución de las selecciones fue presentada oficialmente el 3 de marzo.
| Grupo A       | Ranking | 2015 |                | Grupo B | Ranking | 2015 |
| ------------- | ------- | ---- | -------------- | ------- | ------- | ---- |
| Canadá (L)    | 8       | 6°   | Japón          | 1       | 2°      |      |
| Corea del Sur | 3       | 3°   | Estados Unidos | 2       | 1°      |      |
| China Taipéi  | 4       | 8°   | Cuba           | 5       | 5°      |      |
| Australia     | 10      | 4°   | México         | 6       | NP      |      |
| Italia        | 11      | 10°  | Países Bajos   | 9       | NP      |      |
| Nicaragua     | 16      | NP   | Sudáfrica      | 28      | 11°     |      |

- Nota: NP=no participó

## Formato
Los 12 equipos clasificados fueron divididos en dos grupos de seis equipos cada uno. El sistema utilizado de juego fue todos contra todos. 
En la segunda ronda, los tres mejores equipos de cada grupo clasifican a la Superronda, y los tres peores clasifican a la Ronda de Consolidación. 
En esta fase se arrastran los resultados obtenidos entre los tres equipos de cada grupo, y se pasan a disputar partidos contra los equipos del otro grupo, para completar cinco partidos. Los dos primeros de la Superronda disputan la final, y los ubicados en el tercer y cuarto lugar, disputan la medalla de bronce.

## Ronda de apertura
Disputada del 1 al 5 de septiembre en cinco jornadas.

### Grupo A
| Equipo        | G | P | Av    | Dif | CA | CP |
| ------------- | - | - | ----- | --- | -- | -- |
| Corea del Sur | 5 | 0 | 1.000 | -   | 00 | 00 |
| Canadá        | 3 | 2 | 0.800 | 1   | 00 | 00 |
| Australia     | 3 | 2 | 0.600 | 2   | 00 | 00 |
| China Taipéi  | 3 | 2 | 0.600 | 3   | 00 | 00 |
| Italia        | 1 | 4 | 0.333 | 2   | 00 | 00 |
| Nicaragua     | 0 | 5 | 0.000 | 2½  | 00 | 00 |

     – Clasificados a la Súper Ronda.

     – Juegan la Ronda de Consolidación.
| Fecha           | Juego | Hora | Visitante     | Resultado | Local         |
| --------------- | ----- | ---- | ------------- | --------- | ------------- |
| 1 de septiembre | 2     |      | Italia        | 4-2       | Nicaragua     |
| 1 de septiembre | 3     |      | Australia     | 1-4       | Corea del Sur |
| 1 de septiembre | 5     |      | China Taipéi  | 7-6       | Canadá        |
| 2 de septiembre | 7     |      | Corea del Sur | 8-2       | China Taipéi  |
| 2 de septiembre | 8     |      | Italia        | 1-15      | Australia     |
| 6 de septiembre | 9     |      | Canadá        | 15-3      | Nicaragua     |
| 3 de septiembre | 13    |      | China Taipéi  | 9-1       | Italia        |
| 3 de septiembre | 14    |      | Nicaragua     | 6-11      | Australia     |
| 3 de septiembre | 15    |      | Corea del Sur | 11-7      | Canadá        |
| 4 de septiembre | 19    |      | Nicaragua     | 4-12      | Corea del Sur |
| 4 de septiembre | 20    |      | Australia     | 4-0       | China Taipéi  |
| 4 de septiembre | 23    |      | Canadá        | 6-5       | Italia        |
| 5 de septiembre | 27    |      | Nicaragua     | 5-10      | China Taipéi  |
| 5 de septiembre | 28    |      | Italia        | 1-10      | Corea del Sur |
| 5 de septiembre | 29    |      | Australia     | 2-8       | Canadá        |

### Grupo B
| Equipo         | G | P | Av    | Dif | CA | CP |
| -------------- | - | - | ----- | --- | -- | -- |
| Estados Unidos | 5 | 0 | 1.000 | -   | 00 | 00 |
| Japón          | 4 | 1 | 0.800 | 1   | 00 | 00 |
| Cuba           | 3 | 2 | 0.600 | 2   | 00 | 00 |
| México         | 2 | 3 | 0.400 | 3   | 00 | 00 |
| Países Bajos   | 1 | 4 | 0.200 | 4   | 00 | 00 |
| Sudáfrica      | 0 | 5 | 0.000 | 5   | 00 | 00 |

     – Clasificados a la Súper Ronda.

     – Juegan la Ronda de Consolidación.
| Fecha           | Juego | Hora | Visitante      | Resultado | Local          |
| --------------- | ----- | ---- | -------------- | --------- | -------------- |
| 1 de septiembre | 1     |      | Japón          | 10-1      | México         |
| 1 de septiembre | 4     |      | Países Bajos   | 1-11      | Estados Unidos |
| 1 de septiembre | 5     |      | Sudáfrica      | 2-15      | Cuba           |
| 2 de septiembre | 10    |      | Países Bajos   | 0-3       | Cuba           |
| 2 de septiembre | 11    |      | Estados Unidos | 4-0       | Japón          |
| 6 de septiembre | 12    |      | México         | 14-1      | Sudáfrica      |
| 3 de septiembre | 16    |      | Sudáfrica      | 3-22      | Países Bajos   |
| 3 de septiembre | 17    |      | Cuba           | 2-7       | Japón          |
| 3 de septiembre | 18    |      | México         | 0-6       | Estados Unidos |
| 4 de septiembre | 21    |      | Japón          | 3-1       | Países Bajos   |
| 4 de septiembre | 22    |      | Estados Unidos | 5-0       | Sudáfrica      |
| 4 de septiembre | 24    |      | México         | 1-5       | Cuba           |
| 5 de septiembre | 25    |      | Sudáfrica      | 0-12      | Japón          |
| 5 de septiembre | 26    |      | Países Bajos   | 4-0       | México         |
| 5 de septiembre | 30    |      | Cuba           | 1-8       | Estados Unidos |

## Ronda de consolación
| Equipo       | G | P | Av    | Dif |
| ------------ | - | - | ----- | --- |
| China Taipéi | 5 | 0 | 1.000 | —   |
| Países Bajos | 4 | 1 | 1.000 | 1   |
| Italia       | 2 | 3 | 0.500 | 3   |
| Nicaragua    | 2 | 3 | 0.000 | 3   |
| México       | 2 | 3 | 0.500 | 3   |
| Sudáfrica    | 0 | 5 | 0.000 | 5   |

## Súper ronda
Se disputará del 7 al 9 de septiembre.
| Equipo         | G | P | Av    | Dif |
| -------------- | - | - | ----- | --- |
| Estados Unidos | 5 | 0 | 1.000 | -   |
| Corea del Sur  | 4 | 1 | 0.800 | 1   |
| Canadá         | 3 | 2 | 0.600 | 2   |
| Japón          | 2 | 3 | 0.400 | 3   |
| Australia      | 1 | 4 | 0.200 | 4   |
| Cuba           | 0 | 5 | 0.000 | 5   |

     – Jugarán un título mundial sub-18.

     – Jugarán por el tercer puesto.

| Fecha           | Juego | Hora | Visitante      | Resultado | Local          |
| --------------- | ----- | ---- | -------------- | --------- | -------------- |
| 7 de septiembre | 31    |      | Australia      | 3-4       | Japón          |
| 7 de septiembre | 32    |      | Cuba           | 7-17      | Corea del Sur  |
| 7 de septiembre | 33    |      | Canadá         | 3-8       | Estados Unidos |
| 8 de septiembre | 37    |      | Estados Unidos | 2-0       | Corea del Sur  |
| 8 de septiembre | 38    |      | Australia      | 3-0       | Cuba           |
| 8 de septiembre | 39    |      | Canadá         | 6-4       | Japón          |
| 9 de septiembre | 43    |      | Australia      | 0-9       | Estados Unidos |
| 9 de septiembre | 44    |      | Japón          | 4-6       | Corea del Sur  |
| 9 de septiembre | 45    |      | Cuba           | 2-4       | Canadá         |

## Tercer lugar
Se disputó el 10 de septiembre
| Equipo | 1 | 2 | 3 | 4 | 5 | 6 | 7 | 8 | 9 | C | H | E |
| ------ | - | - | - | - | - | - | - | - | - | - | - | - |
| Japón  | 0 | 0 | 4 | 2 | 0 | 0 | 1 | 0 | 1 | 8 | 9 | 0 |
| Canadá | 0 | 0 | 0 | 0 | 0 | 0 | 0 | 0 | 1 | 1 | 5 | 3 |

LG: MIURA Ginji  LP: MOORE Wesley  

Umpires: HP: NEWSOM E. 1B: RÍOS A. 2B: PARK H. 3B: SCOTT D. LF: Espera A. RF: MCCONKEY K.

Asistencia: 3.017 espectadores.

Duración: 2 h 48 m

## Final
| Equipo         | 1 | 2 | 3 | 4 | 5 | 6 | 7 | 8 | 9 | C | H  | E |
| -------------- | - | - | - | - | - | - | - | - | - | - | -- | - |
| Corea del Sur  | 0 | 0 | 0 | 3 | 0 | 0 | 0 | 0 | 0 | 0 | 4  | 5 |
| Estados Unidos | 0 | 0 | 3 | 4 | 1 | 0 | 0 | 0 | X | 8 | 12 | 0 |

LG: LIBERATORE Matthew  LP: KIM Youngjun  
HRs:  USA – CASAS Triston Ray
Umpires: HP: NIEBLA Jorge 1B: CHEN Bin Shun 2B: ROBERTS. Aaron 3B: YAMAGUCHI Tomo LF: HARD Ryan RF: DRURY Trevor

Asistencia: 3.245 espectadores.

Duración: 2 h 56 m

## Posiciones finales
La tabla muestra la posición final de los equipos, el récord, y la cantidad de puntos que sumaran al ranking WBSC de béisbol masculino.
| Pos                            | Equipo         | Récord | P.R. |
| ------------------------------ | -------------- | ------ | ---- |
|                                | Estados Unidos | 9-0    | 575  |
|                                | Corea del Sur  | 7-2    | 459  |
|                                | Japón          | 6-3    | 418  |
| 4                              | Canadá         | 5-4    | 377  |
| Eliminados en la súper ronda   |                |        |      |
| 5                              | Australia      | 4-4    | 336  |
| 6                              | Cuba           | 3-5    | 296  |
| Eliminados en la primera ronda |                |        |      |
| 7                              | China Taipéi   | 6-2    | 255  |
| 8                              | Países Bajos   | 4-4    | 214  |
| 9                              | Italia         | 2-6    | 173  |
| 10                             | Nicaragua      | 2-6    | 132  |
| 11                             | México         | 2-6    | 91   |
| 12                             | Sudáfrica      | 0-8    | 50   |

## Premios individuales
Para los premios individuales solo se tuvieron en cuenta los juegos hasta la Súper Ronda del torneo, a cada uno se le entregó un trofeo por categoría.
| Categoría                           | Ganador         | Equipo             | Marca               |
| ----------------------------------- | --------------- | ------------------ | ------------------- |
| Mejor Bateador                      | César Pietro    | Cuba               | .581                |
| Mejor Lanzador                      | Brandon Pieter  | República de China | 0.00 ERAVE, 10.0 IP |
| Mejor relación victorias / derrotas | Soma Tokuyama   | Japón              | 2-0, 14.1 IP        |
| Más carreras impulsadas             | Archer Brookman | Canadá             | 11                  |
| Más cuadrangulares                  | Michael Stovman | Canadá             | 2, 24               |
| Más bases robadas                   | Clayton Keyes   | Canadá             | 6 - 7 ATT           |
| Más carreras anotadas               | Jinwon Ye       | Corea del Sur      | 10                  |
| Mejor Jugador defensivo             | Denzel Clarke   | Canadá             |                     |
| Jugador más valioso                 | Tristán Casas   | Estados Unidos     |                     |

## Equipo mundial
Para los jugadores solo se tuvieron en cuenta los juegos hasta la Súper Ronda del torneo, a cada uno se le entregó una placa.
| Categoría                | Ganador            | Equipo         |
| ------------------------ | ------------------ | -------------- |
| Mejor Lanzador abridor   | Ethan Kankins      | Estados Unidos |
| Mejor Lanzador relevista | Fuminaru Taura     | Japón          |
| Mejor Receptor           | Daehnyou Cho       | Corea del Sur  |
| Mejor 1° Base            | Leonardo Seminatti | Italia         |
| Mejor 2° Base            | César Pietro       | Cuba           |
| Mejor 3° Base            | Noah Naylor        | Canadá         |
| Mejor Campo Corto        | Brice Turang       | Estados Unidos |
| Mejor Jardinero          | Jinwon Ye          | Corea del Sur  |
| Mejor Jardinero          | Alek Thomas        | Estados Unidos |
| Mejor Jardinero          | Michael Chiani     | Estados Unidos |
| Bateador designado       | Baekho Kang        | Corea del Sur  |